# Kaple svaté Barbory (Rezek)
Kaple svaté Barbory (někdy uváděná jako filiální kostel) je římskokatolická kaple na Rezku, ve farnosti Nové Město nad Metují v okrese Náchod.

## Historie
První písemná zmínka je roku 1610, kdy na mohutném stromě nedaleko studánky visel obrázek patronky havířů sv. Barbory. Kaple s vyvěrajícím pramenem pod oltářem byla postavena v roce 1736. Spolu s ní byla postavena i malá lázeňská budova a pro údržbu kaple poustevna. Poustevník vybíral za lázeňské koupele a z vybraných peněz byla založena nadace, ze které byla hrazena údržba kaple a pořádání pravidelných bohoslužeb. Stavba barokní kaple byla financovaná správcem Göstlem a má podobný charakter a prvky jako kostel sv. Jana Nepomuckého v Novém Město nad Metuji. Je tudíž pravděpodobně dílem stejného stavitele. Obdobný půdorys, ozdobné prvky a jeden z těch mohutnějších a odlišných jsou vyžlabená nároží. Kaple je postavena přímo na prameni léčivé vody, která je dodnes rozváděna do okolních domů a objektu lázní, místa dřívější letní rekreace významných českých postav.

## Interiér
Na oltářním obrazu je zobrazena patronka kaple jako ctitelka eucharistie. Po stranách je svatý Ignác a svatý František Xaverský. Pod oltářem vyvěrá studánka, jejíž hlavní proud je dnes veden mimo kapli. Kazatelna je barokní, malé varhany na kůru (při opravě varhan na přelomu tisíciletí zachován původní materiál i původní výrobní technologie a prvky) jsou t.č. v chrudimském muzeu. Ve zvoničce je původní malý zvon s reliéfem sv. Jana Nepomuckého.

## Rekonstrukce
V roce 1934 prošla kaple rekonstrukcí nákladem Josefa Bartoně-Dobenína. Kaple trpí zvýšenou vlhkostí kvůli výskytu studánky pod oltářem.

## Bohoslužby
Bohoslužby se konají dle ohlášení.